# Julienne Mathieu
Julienne Alexandrine Mathieu (Saint-Sauveur-en-Puisaye, Francia; 21 de septiembre de 1874-Chieri, Italia; 1 de diciembre de 1943) fue una de las primeras actrices francesas del cine mudo que apareció principalmente en películas mudas francesas entre 1905 y 1909. Apareció en la película muda Hôtel électrique estrenada en 1908, una de las primeras películas en incorporar animación en stop-motion. Su contribución al trabajo de su marido, el director Segundo de Chomón, no fue solo participar en el elenco, sino también colaborar en el guion y los efectos especiales (en particular, el proceso Pathécolor que enseñó a su esposo).

## Biografía
De 1907 a 1909, fue acreditada en el reparto de al menos 42 películas. La mayoría de ellas fueron filmadas por Segundo de Chomón, pero también apareció en películas de Gaston Velle, Albert Capellani, Ferdinand Zecca y Lucien Nonguet. Muchas de estas producciones están marcadas por el uso de efectos especiales, de los cuales su marido y ella se convirtieron en especialistas, como la animación stop-motion, pixilación, sobreimpresión, disolución, incluso tracking shot . Para su inspiración, imitan la producción de Méliès, pionero definitivo pero menos exitoso: mediante la financiación de la pareja Mathieu-Chomón, Pathé Frères Productions buscó recuperar la ventaja sobre su competidor, Star Film .
Su carrera en la pantalla termina en 1909. Su hermana, France Mathieu, apareció entonces en su lugar, pero pronto desapareció también del cine. De 1912 a 1925, Julienne Mathieu parece haber vivido en Turín (Italia) con su familia, haciéndose llamar a veces Suzanne.  Murió en el olvido en el Hospicio de la Caridad (Ospizio della Carità) en Chieri (Italia) el 1 de diciembre de 1943.

El cabello de Julienne Mathieu es cepillado de forma autónoma en Hôtel électrique, uno de los primeros usos de animación en stop-motion en una película.

## Análisis
Protagonista de películas donde lo mágico era el eje central, Julienne Mathieu casi siempre aparecía como la maestra de ceremonias, a diferencia de otras producciones de su tiempo, por ejemplo de Méliès o Blackton, que enfrentaban la misma diégesis. En En avant la musique (1907), película que parodia Le mélomane (1903) de Méliès, por ejemplo, interpretaba a la directora de una banda que robó las cabezas de sus músicos masculinos para arrojarlas sobre una gigantesca partitura musical.
La rehabilitación de Julienne Mathieu está pendiente, según los organizadores de una conferencia en 2018: « Están emergiendo figuras que han permanecido en las sombras, como Julienne Mathieu que podría calificarse como coautora de cada una de sus películas. »  Para otros, era una excelente conocedora de la industria del entretenimiento y de las técnicas cinematográficas, y era al menos una « colaboradora artística » .

## Filmografía
1909
- 1909. Le Roi des aulnes, por Segundo de Chomón.
- 1909. Le jeu de patience, por Segundo de Chomón.
- 1909. Voyage dans la Lune (Nouveau voyage à la Lune), por Segundo de Chomón.
- 1909. La leçon de musique, por Segundo de Chomón (4 min, color, muda, 1.33).

1908
- 1908. Le voyage original (A New Way of Traveling), por Segundo de Chomón.[7]
- 1908. Le voleur mystérieux, por Segundo de Chomón.
- 1908. Sculpture moderne (o Sculpteur moderne, o Sculpteurs modernes), por Segundo de Chomón (4 min, stencil), producido por Pathé-Frères
- 1908. Magie moderne, por Segundo de Chomón (3 min, stencil, format 1.33, prod.: Pathé-Frères).
- 1908. Le chevalier mystère (ou Chevalier mystère), por Segundo de Chomón (color, silent, prod.: Pathé-Frères), con André Deed.
- 1908. Chiffonniers et caricaturistes (Chiffonniers caricaturistes, Chiffonniers et caricatures), por Segundo de Chomón.
- 1908. La légende du fantôme, por Segundo de Chomón (13 min 30 s, muda, prod.: Pathé-Frères).
- 1908. La Belle au bois dormant, por Lucien Nonguet o Albert Capellani[8] (11 min 16 s).[9]
- 1908. Hôtel électrique, por Segundo de Chomón (9 min 31 s, muda, prod.: Pathé-Frères).
- 1908. Les cocottes en papier, por Segundo de Chomón (5 min 40 s, silent, prod.: Pathé-Frères).
- 1908. Les teintes chinoises.
- 1908. Les têtes fantastiques, por Segundo de Chomón.
- 1908. Les dés magiques, por Segundo de Chomón (7 min, muda, prod.: Pathé-Frères).
- 1908. Le miroir magique, por Segundo de Chomón (2 min, muda, prod.: Pathé-Frères).[10]
- 1908. Cauchemar et doux rêve, por Segundo de Chomón (4 min 45 s, muda, prod.: Pathé-Frères).
- 1908. Les incompréhensibles, por Segundo de Chomón.
- 1908. Les joies du mariage, por Segundo de Chomón.
- 1908. Les ombres chinoises (Sombras chinescas), por Segundo de Chomón (3 min, muda, prod.: Pathé-Frères).
- 1908. La belle et la bête, por Albert Capellani (11 min, muda, prod.: Pathé-Frères).

1907
- 1907. Les œufs de Pâques, por Segundo de Chomón.
- 1907. La fée des roches noires, por Segundo de Chomón (3 min, muda, prod.: Pathé-Frères).
- 1907. Le spectre rouge, por Segundo de Chomón y Ferdinand Zecca (9 min, stencil, format 1.33, prod.: Pathé-Frères).
- 1907. Les chrysanthèmes, por Segundo de Chomón.
- 1907. La grenouille, por Segundo de Chomón (3 min, prod.: Pathé-Frères).
- 1907. Le rêve de Toula, por Segundo de Chomón.
- 1907. Le sculpteur express (Sculpture express), por Segundo de Chomón.
- 1907. Satan s'amuse, por Segundo de Chomón (9 min).
- 1907. En avant la musique, por Segundo de Chomón (1 min 51 s, sonora).[11]
- 1907. Armures mystérieuses (L'armure mystérieuse), por Segundo de Chomón.
- 1907. Vie et passion de Notre Seigneur Jésus Christ, por Lucien Nonguet o Ferdinand Zecca (43 min, prod.: Pathé-Frères) – rol de Virgen María.[12]
- 1907. Les verres enchantés (The Enchanted Glasses), por Segundo de Chomón (3 min, muda, prod.: Pathé-Frères).
- 1907. Les glaces merveilleuses, por Segundo de Chomón (7 min, muda, prod.: Pathé-Frères).
- 1907. L'étang enchanté, por Segundo de Chomón (1 min 30 s, muda, prod.: Pathé-Frères).

1906
- 1906. La dernière sorcière, por Segundo de Chomón.[13]

1905
- 1905. La poule aux œufs d'or, por Gaston Velle o Albert Capellani (16 min).[8]
- 1905. L'antre infernal, por Gaston Velle.